# 1928 v letectví
Tento článek obsahuje seznam událostí souvisejících s letectvím, které proběhly roku 1928.

## Události

### Březen
- 30. března – Mario di Bernardi stanovuje na letounu Macchi M.52 bis nový rychlostní rekord – poprvé překonává 300 mil/h (483 km/h).

### Květen
- 23.–25. května – Italská vzducholoď Italia pod vedením Umberta Nobile letí ze Špicberk na Severní pól. Na cestě zpět havaruje a při jednom z pokusů o záchranu posádky umírá Roald Amundsen.

### Červen
- 17. června – Amelia Earhartová se stává první ženou, která přeletěla Atlantský oceán.
- 30. června – v sedmnáctém ročníku Poháru Gordona Bennetta zvítězili Američané William Elsworth Kepner a William Olmstead Eareckson

## První lety
- Polikarpov R-5 (podzim)
- Fokker C.VII
- Latham 47

### Leden
- 7. ledna – Polikarpov Po-2

### Březen
- 5. března – Beardmore Inflexible

### Květen
- Sikorsky S-38

### Září
- 18. září – Graf Zeppelin

### Listopad
- 14. listopadu – Fairey Long-range Monoplane

### Prosinec
- 7. prosince – de Havilland Hawk Moth

## Letecké nehody
- 25. května – Vzducholoď Italia se zřítila na mořský led během návratu z výpravy k severnímu pólu.
- 18. června – Létající člun Latham 47.02 havaroval v průběhu pátrání po trosečnících z Italie. Na jeho palubě zahynulo všech šest členů osádky, včetně Roalda Amundsena.[1]